# De surprise (hoorspel)
De surprise is een hoorspel naar het gelijknamige verhaal van Belcampo. Het werd bewerkt door Marijke Hoenkamp, Edith Lucassen en Marc Kok. De TROS zond het uit op dinsdag 12 februari 1985. De regisseur was Marlies Cordia. Het hoorspel duurde 41 minuten.

## Rolbezetting
- Luc van de Lagemaat (Eugène)
- Barbara Hoffman (Arlette)
- Jérôme Reehuis (S.O.S.-employé)
- Ad Hoeymans & Paul van der Lek (begeleiders)

## Inhoud
De rijke maar ongelukkige jongeman Eugène heeft besloten een einde aan zijn leven te maken. Hij belt op het laatste moment echter naar de SOS-telefoondienst en er komt een man naar hem toe die probeert hem de zelfmoord uit het hoofd te praten. Als dat echter niet lukt, ontpopt de man zich als medewerker van een bedrijf dat handelt in zelfmoorden: in ruil voor de hele erfenis regelen ze iemands zelfmoord en uitvaart. Eugène besluit dit te doen en kiest voor ‘de surprise’ als manier om uit het leven te stappen. Hij moet wel eerst nog een doodskist gaan uitzoeken in het gebouw van de onderneming. Daar ontmoet hij Arlette, en ze worden meteen verliefd op elkaar.